# Similicaudipteryx
Сімілікаудіптерікс (Similicaudipteryx, «схожий на кавдіптерикса», від лат. similis — схожий і Caudipteryx — рід динозавра) — рід тероподових динозаврів, представник родини Caudipteridae. Останки були виявлені в формаціях Цзюфотан (піньїнь: Jiufotang) і Ісянь (піньїнь: Yixian) у Північно-Східному Китаї, які датуються серединою аптського — початком альбського віку ранньокрейдової епохи, 120—112 млн років тому. Містить один вид — Similicaudipteryx yixianensis, описаний 2008 року палеонтологами Хе (He), Ваном (Wang) і Чжоу (Zhou). Назва вказує на схожість з Caudipteryx, який також був знайдений у формації Ісянь.

## Опис
Сімілікаудіптерікс був невеликим овірапторозавром, схожим на близькоспорідненого каудиптерикса, але більшим за нього. У 2010 році Пол оцінив його довжину в один метр, а вагу в сім кілограмів. Як і каудиптерикс, він мав коротку морду з вигнутою донизу нижньою щелепою. Руки були відносно короткими, а ноги довгими. Сімілікаудіптерікс також відрізнявся від своїх родичів кинджалоподібним пігостилем (кістка на кінці хвоста, до якої кріпиться пір'я у птахів), що складається з двох крайніх хвостових хребців, і кількома унікальними особливостями хребців спини. Лобкова кістка була надзвичайно довгою порівняно з клубовою. Єдиний інший овіраптозавр, який, як повідомляється, мав пігостиль — це Nomingia, хоча ця особливість широко розповсюджена у більш розвинених птахів і, схоже, еволюціонувала принаймні двічі.
На голотипному екземплярі відсутні ознаки пір'я, але Хе та його колеги припустили, що вони, ймовірно, були присутні, виходячи з їхнього пігостилю — точки кріплення махового пір'я хвоста (rectrices) у сучасних птахів.